# هوگو لیپمن
هوگو لیپمن (آلمانی: Hugo Liepmann؛ ‏ ۹ آوریل ۱۸۶۳ – ۶ مهٔ ۱۹۲۵) روان‌پزشک و متخصص اعصاب یهودی‌تبار  اهل آلمان بود.
وی ابتدا در دانشگاه فرایبورگ و دانشگاه لایپزیگ، شیمی و فلسفه خواند، اما بعدها به پزشکی علاقمند شد و پس از فارغ‌التخصیلی در این رشته، از دستیاران کارل ورنیکه در دانشگاه برسلاو شد.
شهرت لیپمان به واسطهٔ کارهای پیشگامانه و رهگشایش در زمینه مشخص نمودن عملکرد هر یکی از نواحی مغزی است. او ادعا کرد که اقدامات طرح‌ریزی‌شده فرد توسط لوب آهیانه‌ای نیمکرهٔ غالب مغز (و نه لوب پیشانی) کنترل می‌شود. وی پژوهش‌های گسترده‌ای در زمینهٔ کُنش‌پریشی یا آپراکسی (اختلال حرکت در غیاب ضعف عضلانی یا ناتوانی در انجام دادن هرگونه حرکت خاص) انجام داد و این واژه پزشکی را خودش در سال ۱۹۰۰ ابداع نمود. در آپراکسی فرد قادر نیست حرکات ارادی عضلانی را هماهنگ کند، با آنکه هیچگونه ضعف ماهیچه‌ای وجود ندارد. آپراکسی یکی از نشانه‌های اختلال در دستگاه عصبی مرکزی است.